# Пантолиано, Джо
Джозеф Питер «Джо» Пантолиано (англ. Joe Pantoliano; род. 12 сентября 1951, Хобокен, Нью-Джерси, США) — американский актёр, продюсер, режиссёр, сценарист, обладатель премии «Эмми». Прославился исполнением ролей «мерзких типов» — предателя Сайфера в фильме «Матрица» (1999), детектива Тедди в «Помни», Ральфа Сифаретто в «Клан Сопрано» и других. Снялся более чем в 100 фильмах и сериалах, включая «Чёртова служба в госпитале Мэш» и «Полиция Нью-Йорка».

## Биография
Пантолиано родился в штате Нью-Джерси в рабочей семье итальянского происхождения.
В 1987 году снялся у Стивена Спилберга в небольшой роли воина Фрэнка Демареста в фильме «Империя солнца».
В 2003 году Пантолиано сменил Стэнли Туччи в бродвейской постановке «Фрэнки и Джонни в лунном свете». В том же году он получил премию «Эмми» за выдающееся исполнение роли Ральфа Сифаретто в телесериале «Клан Сопрано».
В октябре 2007 года выступил с публичным заявление о том, что фильм «Холст» помог ему смириться с его депрессией, от которой, по его словам, он страдал последние 10 лет, и также о своём намерении публично помогать всем людям, страдающим подобным же недомоганием. Страдает дислексией (нарушение навыков чтения).

## Избранная фильмография
| Год       |    | Русское название                                | Оригинальное название                                | Роль                |
| --------- | -- | ----------------------------------------------- | ---------------------------------------------------- | ------------------- |
| 1983      | ф  | Рискованный бизнес                              | Risky Business                                       | Гвидо               |
| 1983      | ф  | Финальный террор                                | The Final Terror                                     | Эггар               |
| 1983      | ф  | Эдди и круизеры                                 | Eddie and the Cruisers                               | Док Роббинс         |
| 1985      | ф  | Балбесы                                         | The Goonies                                          | Фрэнсис Фрателли    |
| 1986      | ф  | Беги без оглядки                                | Running scared                                       | Змей                |
| 1987      | ф  | Империя солнца                                  | Empire of the Sun                                    | Фрэнк Демарест      |
| 1988      | ф  | Успеть до полуночи                              | Midnight Run                                         | Эдди Москоне        |
| 1989      | ф  | Байки из склепа                                 | Tales from the crypt                                 | Ульрих Неумертвимый |
| 1990      | ф  | Последний из лучших                             | The last of the finest                               | Уэйн Кросс          |
| 1991      | ф  | Зандали                                         | Zandalee                                             | Джерри              |
| 1993      | ф  | Беглец                                          | The Fugitive                                         | агент Космо Ренфро  |
| 1993      | ф  | Я и ребёнок                                     | Me and the Kid                                       | Рой                 |
| 1994      | ф  | Младенец на прогулке, или Ползком от гангстеров | Baby’s Day Out                                       | Норберт Ле Блау     |
| 1995      | ф  | Плохие парни                                    | Bad boys                                             | капитан Говард      |
| 1996      | ф  | Связь                                           | Bound                                                | Сизар               |
| 1998      | ф  | Служители закона                                | U.S. Marshals                                        | агент Космо Ренфро  |
| 1999      | ф  | Матрица                                         | The Matrix                                           | Сайфер              |
| 1999      | ф  | Чёрное и белое                                  | Black and White                                      | Билл Кинг           |
| 2000      | ф  | Помни                                           | Memento                                              | детектив Тедди      |
| 2000      | ф  | К бою готовы                                    | Ready to Rumble                                      | Titus Sinclair      |
| 2001—2004 | с  | Сопрано                                         | The Sopranos                                         | Ральф Сифаретто     |
| 2001      | ки | —                                               | Grand Theft Auto III                                 | Луиджи Готерелли    |
| 2002      | ф  | Приключения Плуто Нэша                          | The Adventures of Pluto Nash                         | Моган               |
| 2003      | ф  | Плохие парни 2                                  | Bad boys 2                                           | капитан Говард      |
| 2003      | ф  | Сорвиголова                                     | Daredevil                                            | Бен Урих            |
| 2006      | ф  | Женюсь на первой встречной                      | Wedding Daze                                         | Smitty              |
| 2006      | ф  | Холст                                           | Canvas                                               | Джон Марино         |
| 2006      | ф  | 5 неизвестных                                   | Unknown                                              | связанный человек   |
| 2010      | ф  | Перси Джексон и похититель молний               | Percy Jackson and the Olympians: The Lightning Thief | Гейб Углиано        |
| 2010      | ф  | Кошки против собак: Месть Китти Галор           | Cats & Dogs: The Revenge of Kitty Galore             | Пик                 |
| 2015—2017 | с  | Восьмое чувство                                 | Sense8                                               | Майкл Горски        |
| 2020      | ф  | Плохие парни навсегда                           | Bad Boys for Life                                    | капитан Говард      |
| 2024      | ф  | Плохие парни до конца                           | Bad Boys: Ride or Die                                | капитан Говард      |

## Премии и награды
- 2003 — Премия «Эмми» в категории «Лучший актёр второго плана в драматическом сериале» за роль в сериале «Клан Сопрано»[2]